# آنا هوبلر
آنا هوبلر (انگلیسی: Anna Hübler؛ ۲ ژانویهٔ ۱۸۸۵ – ۵ ژوئیهٔ ۱۹۷۶) اسکیت‌باز نمایشی اهل آلمان بود.